# オープンソース健康医療ソフトウェアのリスト
次のソフトウェアのパッケージとアプリケーションは、健康医療産業で利活用するためにオープンソースライセンスまたはパブリックドメインでライセンスされている。
無償で使用できるソフトウェアでオープンソース・ライセンスでないものは、無償健康ソフトウェアに位置づけられる。

## カテゴリー

### 公衆衛生と生物学的監視
Epi Infoアメリカ疾病予防管理センターが開発した、パブリックドメインの疫学用統計ソフトウェア。
開発元 Centers for Disease Control and Prevention
安定版 7.1.0.6 / August 9, 2012
開発言語 Microsoft Visual C# 3.5
稼働環境 Windows
カテゴリ 統計ソフトウェア, 疫学
ライセンス Public domain（著作権放棄）
Spatiotemporal Epidemiological Modeler元々IBMリサーチが開発した、感染症の広がりをモデル化し、可視化のためのツール。
開発元 IBM, BfR, Eclipse Foundation
開発開始時期 2006
開発言語 Java software
稼働環境 Any (Java software)
使用言語 English (with Java National Language Support)
カテゴリ 科学ソフトウェア
ライセンス EPL

### 歯科管理や患者の記録
Open Dental記録管理、患者のスケジュールおよび歯科医院管理に関する非常に幅広い機能を備えた歯科管理パッケージ。
開発者 Dr. Jordan Sparks
安定版 13.1 / June 25, 2013
プレビュー版 13.2(Beta) / July 21, 2013
開発言語 C#
稼働環境 Microsoft Windows, Linux
カテゴリ 業務管理ソフトウェア
ライセンス GNU General Public License

### 電子医療やカルテ
Bots open source edi translatorGPLライセンスでクロスプラットフォームのEDIソフトウェアフレームワークで、すべてのHIPAAトランザクションをサポートする。Djangoを使用している。MySQLおよびPostgreSQLのようなデータベースをサポートする。
安定版 3.1.0 (released at 2013-09-03)
開発言語 Python
稼働環境 Windows, Linux, OSX and Unix
カテゴリ 電子データ交換ソフトウェア
ライセンス GNU General Public License
CottageMedファイルメーカーをベースにしたクロスプラットフォームの電子カルテシステム。
開発元 Caring in Community 501(c)3 & Stefan Topolski
安定版 2.7 / February 12, 2013
稼働環境 Linux, Cross-platform
カテゴリ 電子カルテ
ライセンス GPL v2
FreeMED業務管理、電子およびコンピュータ記録システム。診察だけではなく受診理由など保存するため詳細に医療データの追跡が可能である。
開発元 FreeMED Software Foundation
開発開始時期 1999
活動状況 活動中
開発言語 PHP
稼働環境 Cross-platform
使用言語 多言語
カテゴリ 健康医療ソフトウェア
ライセンス GNU General Public License
GaiaEHRPHPとExt JSを使用して開発された近代的な電子カルテ。
安定版 v0.0.7 / March 2014
稼働環境 Linux, Unix-like, OS X, Windows
カテゴリ 医療業務管理ソフトウェア, 電子カルテ
ライセンス GNU General Public License
GNUmedPostgreSQLを使用したwxPythonアプリケーション。
開発元 GNU Project
安定版 Client 1.4.7, Server 19.7 / March 19, 2014
開発言語 Python
稼働環境 Cross-platform
カテゴリ 電子医療記録
ライセンス GNU GPL
GNU Health無料で一元化された拡張性の高い健康と病院情報システム。
開発元 GNU Project
安定版 Client 1.4.7, Server 19.7 / March 19, 2014
開発言語 Python
稼働環境 Cross-platform
カテゴリ 電子医療記録
ライセンス GNU GPL
Hospital OSタイにおける小規模病院向け病院情報システム。
開発開始時期 2005
安定版 3.9
開発言語 Java
稼働環境 Windows XP, 7, MacOS, Ubuntu
使用言語 English, Thai
カテゴリ 病院情報システム
ライセンス GNU GPL
HOSxPタイで70以上の病院で使用されている電子カルテ(EHR)を含む病院情報システム。
開発元 Chaiyaporn Suratemekul
開発開始時期 1999
カテゴリ 病院情報システム
ライセンス GNU General Public License
Mirth Connect複数のトランスポート経由でシステムやアプリケーション間のHL7メッセージの送信双方向が可能なクロスプラットフォームであるHL7インタフェースエンジン。
開発元 Mirth Corporation
最初のリリース July 18, 2006
稼働環境 Cross-platform
カテゴリ Integration engine
ライセンス Mozilla Public License 1.1
NOSH ChartingSystem (source code)Laravel(フレームワーク)・PHP・jQueryをベースにした電子カルテシステムおよび患者ポータルシステム。
稼働環境 Ubuntu
openEHR管理と保存、およびモデリング·パラダイムのレベル2準拠の電子カルテ(EHR)上の健康データの検索と交換を記述する医療情報におけるオープンな標準仕様。
OpenEMRPHPベースの電子医療記録(EMR)システム。
安定版 4.1.2 / August 17, 2013
稼働環境 Linux, Unix-like, OS X, Windows
カテゴリ 医療業務管理ソフトウェア, 電子医療記録
ライセンス GNU General Public License
OpenMRSコミュニティで開発された企業向け電子カルテのフレームワークで、Javaをベースにした拡張可能でスケーラブルなEMR。
開発開始時期 February 2006
安定版 2.0
開発言語 Java
稼働環境 Linux, Windows, Mac OS X
ライセンス Mozilla Public License
OSCAR McMaster電子カルテ(EMR)ソフトウェア。ソフトウェアの有償コンポーネントはカナダの医療従事者のニーズに特化している。
開発元 McMaster University
安定版 12_1 / 2012-07-31
動作環境 Cross-platform
カテゴリ 医療業務管理ソフトウェア
ライセンス GPL v2
THIRRA (EHR)主に狭帯域用に設計されたWebベースの電子カルテのアプリケーション。Mozilla Public Licenseの下でリリースされ、伝染病の生物学的監視機能を含む。
開発元 PCDOM
安定版 2012-02-29 (0.9.14) / February 2012
活動状況 活動中
稼働環境 Cross-platform
カテゴリ 医療ソフトウェア
ライセンス Mozilla Public License
VistA – Veterans AdministrationsOpenVistaまたはWorldVistAを使用する非政府向けに利用可能な統合電子カルテシステム。
開発元 US Department of Veterans Affairs
安定版 13.06
稼働環境 Server：Linux, Client：Windows, Linux
ライセンス パブリックドメイン
ZEPRSWebブラウザを使用して患者の訪問先からのデータ入力できる臨床医電子患者記録システム。
開発言語 Java
ライセンス Apache Software License (Version 2.0)
SmartCareザンビア、エチオピア、南アフリカでインストールされて稼働しているC# WindowsベースのEHRアプリケーション。発展途上国の貧困層における接続性の悪さを念頭に置き、患者レベルの情報を格納するスマートカードを使用させるために設計。中核開発チームは、政府が国民のEHRとして採用しているザンビアがベースとなっている。
Rugged EHRCDAおよびHL7 V3標準ベースのEHR。これは、国内および国際的な外来診療提供者のために設計されている。IHE XDR、XDS、およびXCA標準を使用してボックス医療情報交換(HIE)の互換性が不足している。直接のプロジェクト標準の安全な通信である。ICD-10、SNOMED、およびLOINCの用語規格である。

### 医療業務管理ソフトウェア
ClearHealthスケジューリング、請求、EMR、HIPAAのセキュリティおよび売掛金などの実践事業の5つの主要な分野をカバーしている。
開発者 Open source community
最初のリリース 2003
活動状況 活動中
開発言語 PHP
稼働環境 Cross-platform
使用言語 Multilingual
カテゴリ 医療ソフトウェア
ライセンス GNU General Public License
FreeMED業務管理、電子およびコンピュータ記録システム。診察だけではなく受診理由など保存するため詳細に医療データの追跡が可能である。HIPAA準拠のFOSSの請求を処理する業務管理システムである。
開発元 FreeMED Software Foundation
開発開始時期 1999
活動状況 活動中
開発言語 PHP
稼働環境 Cross-platform
使用言語 多言語
カテゴリ 医療ソフトウェア
ライセンス GNU General Public License
GNU Health無料かつ一元化された拡張性の高い健康と病院情報システム。
開発元 GNU Project
開発者 Luis Falcón
最初のリリース October 12, 2008
安定版 2.4.1 / February 18, 2014
活動状況 活動中
稼働環境 Cross-platform
カテゴリ 病院情報システム
ライセンス GNU GPL
MedinTuxデスクトップのようなウェブインターフェイスを持つフランスの医療行為管理システムで、最初から病院の救急外来を管理できる。細かくモジュール化されており、多くの異なる業務を実行するように拡張している。
開発者 Dr. Roland Sevin
稼働環境 Linux, Mac OS X, Microsoft Windows
使用言語 French
カテゴリ 健康管理
ライセンス CeCILL
Open Dental歯科診療管理。
開発者 Dr. Jordan Sparks
安定版 13.1 / June 25, 2013
プレビュー版 13.2(Beta) / July 21, 2013
開発言語 C#
稼働環境 Microsoft Windows, Linux
カテゴリ 業務管理ソフトウェア
ライセンス GNU General Public License
OpenEMR無料の医療業務管理、電子カルテ、処方箋の書き込み、および医療費請求アプリケーション。
安定版 4.1.2 / August 17, 2013
稼働環境 Linux, Unix-like, OS X, Windows
カテゴリ 医療業務管理ソフトウェア, 電子医療記録
ライセンス GNU General Public License
OpenHospital電子カルテシステム。小さな地方病院で使うための特徴を持つ。
Practice ManagerCDAとはHL7 V3の規格に基づいた近代的な業務管理システム。アメリカ国内および国際的な外来診療提供者のために設計されている。IHE XDR、XDS、およびXCA標準を使用してボックス医療情報交換(HIE)の互換性が不足している。ダイレクト・プロジェクト標準の安全な通信である。ICD-10、SNOMED、およびLOINCの用語規格となっている。

### 保健システム管理
iHRISUSAIDが資金提供するCapacityPlusプロジェクトによる、世界20カ国以上に展開されている医療従事者向けの統合人事情報システム。
開発言語 PHP
稼働環境 Webベース
開発元 IntraHealth International
カテゴリ 健康情報のための人的資源
ライセンス LGNU v3
DHIS地域向け保健管理情報システムおよびデータウェアハウス。
開発元 Health Information Systems Programme
カテゴリ 保健医療情報システム
ライセンス DHIS 1: proprietary, DHIS 2: BSD
HRHIS国際協力機構(JICA)が出資し、ダルエスサラーム大学、保健社会福祉省(タンザニア)のコンピュータサイエンス部により開発された健康のための人的資源の管理のための健康情報システム。
開発言語 PHP
稼働環境 Linux
カテゴリ 健康情報のための人的資源
ライセンス GPL v3

### イメージング/可視化
Drishti|Drishti (software)|Drishtiコンピュータ断層撮影データを閲覧するための容積可視化パッケージ。DICOM画像スタックのインポートが可能である。
開発元 ANU Vizlab
開発者 Ajay Limaye
安定版 0.1.8
稼働環境 Linux, Mac OS X, Microsoft Windows
カテゴリ 科学的可視化, 対話型可視化
ライセンス GNU General Public License Version 2
Endrov画像やデータビューアとエディタ。
開発者 Johan Henriksson (Karolinska Institute)
安定版 2.15 / 17 June 2009 (official release)
稼働環境 Any (Java-based)
カテゴリ 画像処理, 画像分析
ライセンス New BSD License

HorosOsiriX を fork した DICOMビューア/PACS
開発元 horosproject
安定版 3.1.1
開発言語 Objective-C
稼働環境 Mac OS X
使用開発言語 Objective-C
カテゴリ 画像処理
ライセンス GPL Ver3
ITKセグメント化および登録用ツールキット。
開発元 Insight Software Consortium
安定版 4.5.0 / 15 December 2013; 6 months ago
開発言語 C++
稼働環境 Cross-platform
使用開発言語 C++, Python, Java
カテゴリ 開発用ライブラリ
ライセンス Apache 2, Apache 2
InVesalius3D医療イメージ復元ソフトウェア。
開発元 CTI
安定版 3.0 beta 4 / 2013
開発言語 Python
稼働環境 GNU Linux, Windows, Mac OS X
使用言語 English, French, Portuguese, Spanish, Chinese, German, Greek
カテゴリ 医療ソフトウェア
ライセンス GNU GPL2
ITK-SNAP3D画像ナビゲーション、注釈と自動セグメンテーションのための対話型ソフトウェア。
開発元 Researchers at UPenn and UNC
最初のリリース 2004
開発言語 C++
稼働環境 Cross-platform
使用言語 English
カテゴリ 保健ソフトウェア
ライセンス GNU General Public License
Ginkgo CADxクロスプラットフォームのオープンソースのDICOM画像ビューアと画像DICOM規格変換ツール。
開発元 Researchers at UPenn and UNC
最初のリリース 2004
開発言語 C++
稼働環境 Cross-platform
使用言語 English
カテゴリ 保健ソフトウェア
ライセンス GNU General Public License

MITK対話型の医用画像処理のための医療画像の相互作用ツールキット。
開発元 Deutsches Krebsforschungszentrum
安定版 2013.12(09.12.2013)
稼働環境 Linux, Mac OS X, Windows
開発言語 C++
カテゴリ 医療可視化, プログラムライブラリ, フレームワーク, ツールキット, 医療
ライセンス BSD-artige
Orthanc軽量、分散型ハイパーメディアのためのアーキテクチャ(RESTful)な DICOMストア。
開発元 C.H.U. of Liège
開発者 Sébastien Jodogne
最初のリリース 19 July 2012; 22 months ago
安定版 0.7.6 / 11 June 2014
開発言語 C++, HTML, JavaScript
稼働環境 Cross-platform: Linux, Windows, OS X
使用言語 English
カテゴリ DICOMストア
ライセンス GPLv3, with OpenSSL exception
OsiriXMac OS X向けの3D DICOM医療ビューア。DICOMネットワークをサポートした完全なDICOMビューアとなっている。
安定版 5.8.1 / November, 2013
稼働環境 Mac OS X (GNU Lesser General Public License), iOS (commercial software)
カテゴリ 医療
ライセンス GNU Lesser General Public License

ParaView大規模な可視化ツール。
開発元 Sandia National Laboratory, Kitware Inc, Los Alamos National Laboratory
安定版 4.1 / 2014-01-11
稼働環境 Unix/Linux, Mac OS X, Microsoft Windows
カテゴリ Scientific visualization, Interactive visualization
ライセンス BSD
3DSlicer医用画像の可視化とアルゴリズム開発のためのプラットフォーム。DICOMサポート、セグメント化および登録、拡散MRIの処理、および手術支援をガイドする画像である。
開発元 The Slicer Community
安定版 4.3.0 / 5 September 2013
開発言語 C++, Python, Java, Qt
稼働環境 Linux, Mac OS X, Windows
サイズ 200MB
使用言語 English
カテゴリ 科学的可視化, 画像処理
ライセンス BSD-style

Voreenボリュームデータセットを視覚的に探索するのにライブラリのあるレンダリング・エンジン。DICOMをサポートし、医療視覚化ならびに電子顕微鏡データを視覚化するために使用している。
安定版 4.3 / June 14, 2013
開発言語 C++ (Qt), OpenGL, GLSL, OpenCL. Python
稼働環境 Cross-platform
カテゴリ 立体レンダリング, 対話型可視化
ライセンス GNU General Public License Version 2
VTK可視化ツールキット。
開発元 Kitware Inc.
安定版 6.0.0 / 24 June 2013
稼働環境 Cross-platform
使用可能言語 C++, Tcl, Perl, Python, Java
カテゴリ 科学的可視化
ライセンス 3-Clause BSD
Xebra (medical imaging software)医療用画像ソフトウェア。
開発元 Hx Technologies
開発言語 Java
ライセンス GNU GPL
GIMIAS生物医学画像演算およびシミュレーションに焦点を当てた環境指向のワークフロー。
開発元 Cistib
安定版 1.5.r4 / October, 2012
稼働環境 Windows, Linux
開発言語 C++
カテゴリ 科学的可視化, 画像処理
ライセンス BSD-style

### 医療情報システム
Caisis診療と研究の間のギャップを埋めることを目的としたガン患者のデータの格納および分析のためのウェブベースの情報システム。
開発元 Caisis Team
安定版 5.0 / May 24, 2010
開発言語 C#, XML, HTML, JavaScript
稼働環境 Windows
カテゴリ 患者データ管理, 調査データベース, ガン調査
ライセンス GNU General Public License Version 2
cTAKES("clinical Text Analysis Knowledge Extraction Software") 2013年から開発されたApacheのトップレベルプロジェクト(TLP)である電子カルテの臨床フリーテキストから情報を抽出する自然言語処理システム。
開発元 Apache Software Foundation
安定版 5.1.0 / May 16, 2024
開発言語 Java, Scala, Python
稼働環境 クロスプラットフォーム
ライセンス ApacheLicense 2.0

### 研究関連
LabKey Server統合分析し、生物医学研究のすべてのタイプのデータを共有するための拡張可能なプラットフォーム。研究データおよびへの安全なWebベースのアクセスを提供し、パイプライン処理によりカスタマイズ可能なデータを含む。
開発元 LabKey Software Foundation
安定版 12.1 / May 3, 2012
活動状況 活動中
開発環境 Java
稼働環境 Cross-platform
ライセンス Apache License 2.0

### モバイルデバイス
Ushahidi承認済みの人々が、携帯電話、電子メールまたはWebフォームを使用してテキストメッセージを通じて危機情報を送信する。地図上に情報を表示する。
Type 501(c)(3)
Tax ID No. 2652079
出資年 2008
出資者 Erik Hersman, Ory Okolloh, Juliana Rotich, David Kobia
本社 Nairobi, Kenya
原点 クラウドソース
キーパーソン Erik Hersman, Juliana Rotich, David Kobia,
対象地域 World
フォーカス 積極行動主義, マッピング
手段 マッピングおよび地理空間
資本金 $300,000
寄付 $1,800,000
ボランティア 50
従業員 29
オーナー Ushahidi, Inc.
モットー Crowdsourcing Crisis Information

### すぐに使えるディストリビューション
BioLinux500以上の生物情報に関するプログラムと、ドキュメント、サンプルデータを収録したUbuntuベースのライブ版DVD。
安定版 7.0.9
Debian-Med臨床医学および生物医学研究向けに医用画像、生物情報学、診療所のIT基盤などを収録したDebianベースのシステム。
Ubuntu-Med医療業務と研究のフリーソフトウェアを収集したKubuntuベースの医療用ディストリビューション。

### 相互運用性テスト
Cypressアメリカ保健福祉省国家医療IT調整室(ONC)は、EHRソフトウェアが使用段階2臨床品質措置に準拠していることをテストするこのオープンソースプログラムを開発することをMITREに課している。
Laikaヘルスケア情報技術認定委員会(CCHIT)とMITREは、EHRソフトウェアが HITSP C32 XML and HL7 v2 Labメッセージを含むCCHIT相互運用性データ規格に準拠していることをテストするこれを開発した。

### ライブラリと単位系
PUMA Repository測定の単位のためのコンバータとHL7のエンジンを含む医療情報学のためのパスカル単位のコレクション。
開発言語 Pascal
カテゴリ 生物学情報, データフォーマット, 医療/保健
ライセンス BSD